# Рауль Ларра
Рауль Ла́рра (ісп. Raúl Larra; справжнє прізвище Лараджоне, ісп. Laragione; нар. 18 жовтня 1913, Буенос-Айрес — пом. 22 лютого 2001, Буенос-Айрес) — аргентинський письменник, публіцист.

## Біографія
Народився 18 жовтня 1913 року в місті Буенос-Айресі (Аргентина). Був членом Комуністичної партії Аргентини. Займав керівні пости у Об'єднанні діячів культури і мистецтва, журналістів, письменників, заснованому А. Н. Понсе та Аргентинському товаристві письменників. Продовжував реалістичні традиції групи «Боедо».
Помер в Буенос-Айресі 22 лютого 2001 року.

## Творчість
- «Пайро: письменник і демократія» (1938, романізована біографія);
- «Гран-Чако» (1947, повість про страйкову боротьбу робітників, бавовникових плантацій; російський переклад — 1949, український — 1958);
- «Зустріч серед ночі» (1949, роман);
- «Роберто Арльт під тортурами» (1951, романізована біографія),
- «Без перепочинку» (1953, роман; український переклад — 1959);
- «Його звали Чубатий» (1956, повість; російський переклад — 1958, український — 1961);
- «Москоні — генерал нафти» (1957, романізована біографія);
- «Вітер зі сходу в моєму передмісті» (1965, роман);
- «Я — Андресіто Артігас» (1970, історичний роман);
- «Людина з валізою» (1971, повість);
- «Світ письменства» (1973, збірка нарисів);
- «Барлетта — людина-дзвін» (1978, романізована біографія).

Окремі романи письменника українською мовою переклали В. Харитонов, А. Кретова, І. Ворона, Л. Добрянська.